# Poiana Ampoiului
Poiana Ampoiului – wieś w Rumunii, w okręgu Alba, w gminie Meteș. W 2011 roku liczyła 281 mieszkańców.